# Drumcomputer

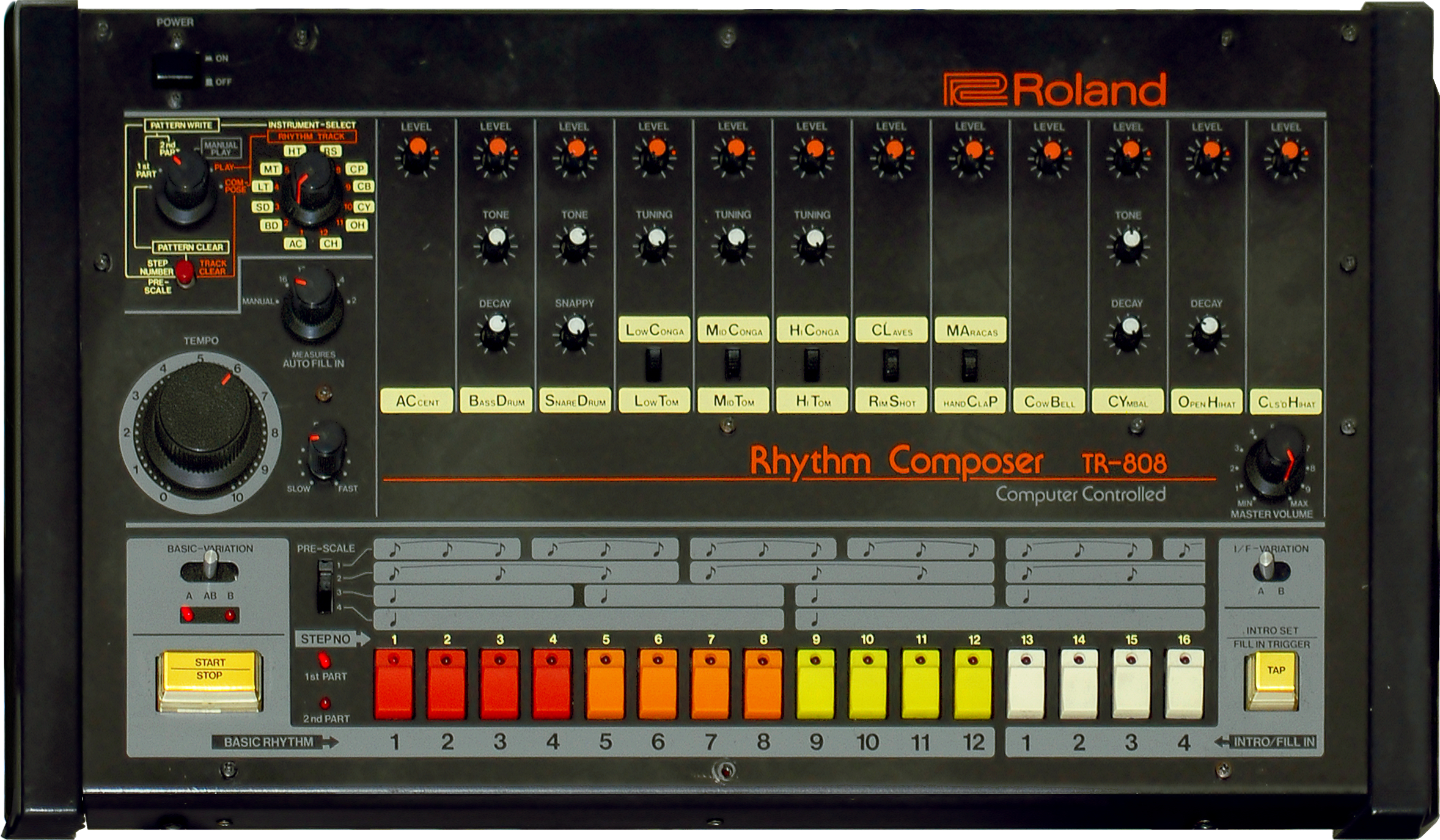
Roland TR-808

Ein Drumcomputer [ˈdɹʌmkəmˌpjuːtɚ], auch Drum Machine [-məˈʃiːn] oder EDM (electronic drum machine) genannt, ist ein elektronisches Musikinstrument zur Erzeugung perkussiver Töne sowie zur Programmierung musikalischer Rhythmen.

## Funktionsweise
Drumcomputer sind Geräte zur elektronischen Klangerzeugung. Die Klangerzeugung erfolgt entweder generativ (Synthesizer) oder durch Wiedergabe von Samples.
Klassische Drumcomputer bestehen aus einer Elektronik zur Erzeugung und Speicherung von Klängen und Rhythmussequenzen. Frühe Modelle – auch Rhythmusgeräte genannt – wurden oft vollständig aus analogen Schaltkreisen aufgebaut, später auch mit Hardware aus Digitalbausteinen.
Moderne Geräte arbeiten zunehmend mit Software z. B. in Mikrocontrollern oder programmierbarer Hardware oder sind gänzlich in Software für PCs realisiert, darunter Versionen als open source.
Anders als beim klassischen Synthesizer mit integrierter Klaviatur werden Töne von Drumcomputern in der Regel ausgelöst durch:
- Stepsequenzer mit Druckknöpfen, Lauflichtprogrammierung und speicherbaren Pattern
- Drumpads eines elektronischen Schlagzeugs oder Touchpads

Üblicherweise werden klassische Schlagzeugtöne und Perkussion wie Bassdrum, Snare, Hi-Hat, Cymbals, Tom, Handclap, Rimshot, Tambourin, Bongos oder Rasseln generiert. Wichtige Klangparameter wie Lautstärke, Tondauer, Tonhöhe (Pitch) oder Attack und Decay (Ansteigen und Abfallen der Hüllkurve des Tons) sind oft einstellbar.

## Geschichte
Die ersten Drumcomputer waren einfache Automaten, die nur fix programmierte Rhythmen wie Mambo, Tango usw. abspielen konnten. Zielgruppe waren zumeist Alleinunterhalter. Eines der ersten Seriengeräte war der Wurlitzer Sideman, der von 1959 bis 1969 hergestellt wurde.
Beispiel für diese Art von Drumcomputern, die auch in Heimorgeln verwendet wurden, ist die „Rhythm Ace“-Serie des japanischen Unternehmens Ace Tone, die seit etwa 1967 hergestellt wurden.
Ab Ende der 1970er und Anfang der 1980er Jahre kamen die ersten frei programmierbaren Drumcomputer auf den Markt. Die Klangerzeugung war analog und einfach aufgebaut. Die Klänge entsprachen oft nicht ihren akustischen Vorbildern. Ein bekanntes Beispiel für diese Art der Drumcomputer ist die Roland TR-808 aus dem Jahr 1980, aber auch schon deren Vorgängermodell, die CR-78 CompuRhythm aus dem Jahr 1978. Rhythmen konnte man über den eingebauten Stepsequenzer programmieren und das Abspielen per Schnittstelle mit anderen Geräten synchronisieren.
Analoge Drumcomputer aus dieser Zeit sind heute meist begehrte Sammlerstücke. Ihre Klänge werden heute noch vielfältig eingesetzt, insbesondere im Hip-Hop sowie in der elektronischen Tanzmusik. Aus diesem Grund findet man sie in Form von Samples auch häufig in neueren, digitalen Drumcomputern.
Insbesondere die TR-808 und die TR-909 sind stilprägend für zahlreiche Musikrichtungen wie Techno, Electro und HipHop. Sie haben die Klangästhetik der elektronischen Musik nachhaltig beeinflusst.
Einflussreich für die Popmusik war die unter anderem von Prince und Michael Jackson verwendete Linn LM-1, die 1980 auf den Markt kam und anders, als die Roland-Drumcomputer, auf eine Sample-basierte und dadurch natürlicher wirkende Klangerzeugung setzte. Es handelte sich um 8-Bit-Mono-WAVs, die in EEPROMs abgespeichert waren. Kommerziell war die 4995 US-Dollar teure und später sogar auf 5500 US-Dollar verteuerte LM-1 allerdings ein Flop; erst der günstigere Nachfolger, die LinnDrum, verkaufte sich erfolgreich.
Ab Mitte der 1980er Jahre setzte sich MIDI als Schnittstelle durch. Dies führte dazu, dass zunehmend nur noch die Klangerzeugung im Gerät stattfand und es über die MIDI-Schnittstelle extern angesteuert wurde.
Parallel entwickelten sich auch auf Computern die ersten Automaten für Schlagzeugbegleitung. Schon auf Heimcomputern wurden Drum-Synthesizer realisiert. Eines der ersten Programme war 1985 der Funky Drummer für den C64. Dieser wurde über einen internen Sequenzer oder die Tastatur gespielt.
Ende der 1980er Jahre kamen die ersten programmierbaren Sequenzer in Keyboards auf, die ebenfalls Schlagzeugsequenzen abspielen konnten und bereits einfache Sounds bereitstellten.
Anfang der 1990er Jahre waren bereits Consumer-Keyboards auf dem Markt, die in Echtzeit mit Drum-Pads spiel- und programmierbar waren und deren Klänge veränderlich waren.
Ab Mitte der 1990er Jahre ging die Verbreitung von Hardware-Drumcomputern zurück, da sie zunehmend in Synthesizer-Workstations wie der Korg M1 integriert, oder durch Sampler ersetzt wurden. Mit den in Keyboards integrierten Begleitfunktionen waren zuvor programmierte Pattern in Echtzeit während der Aufführung melodieabhängig umschaltbar, wodurch mittels fill ins, drops und endings eine dynamische Begleitung anderer Musiker möglich war.
Am Mitte der 2000er Jahre gab es zudem leistungsfähige Softwareversionen auf Samplebasis sowie Emulatoren nach der physical modelling Methode auf der Basis mathematischer Funktionen. Inzwischen gibt es Software-Drumcomputer als kostenlose freeware für tablets, die sogar auf der Bühne eingesetzt werden können.
Heute werden Drumcomputer zum Komponieren unterwegs, sowie von DJs bei Liveauftritten eingesetzt und kommen als Ergänzung zu elektronischen Schlagzeugen, die mit Trigger-Pads angespielt werden, zum Einsatz. Gegenwärtige Hersteller von Hardware-Drumcomputern sind unter anderem Roland, Korg, Elektron, Zoom oder Alesis.
Viele moderne Drumcomputer verfügen neben der Schlagzeug-Tonerzeugung auch über Synthesizer-Stimmen und sind auch als Groovebox nutzbar.

## Bekannte Beispiele
- Roland TR-808 (1980): Analoger Drumcomputer mit integriertem Stepsequenzer und Lauflichtprogrammierung. War und ist aufgrund des tiefen und druckvollen Bassbereichs vor allem im Hip-Hop, insbesondere im Electro und Miami Bass, sowie im House und Acid House weit verbreitet und genießt Kultstatus als bekanntester und einflussreichster Drumcomputer überhaupt. Wurde unter anderem von Kraftwerk, Afrika Bambaataa und Egyptian Lover gebraucht, aber auch von Marvin Gaye („Sexual Healing“) und Whitney Houston („I Wanna Dance with Somebody (Who Loves Me)“). Namensgeber für 808 State und viele andere.
- Linn LM-1 (1980): Drumcomputer mit Stepsequenzer, der digitale Samples eines akustischen Schlagzeugs verwendete, jedoch aufgrund des begrenzten Speicherplatzes auf Crash- & Ridebecken verzichtete. Geringe Verbreitung, da er kurze Zeit später von der LinnDrum abgelöst wurde. Wurde unter anderem von Prince, Michael Jackson und Gary Numan gebraucht.
- Oberheim DMX (1980): Sample-basierter Drumcomputer mit Stepsequenzer, der als Oberheims Antwort auf die LinnDrum angesehen wurde.[16] Wurde von Madonna, The Cure und The Police verwendet. Namensgeber unter anderem für DMX und DMX Krew.
- LinnDrum (1982): Populärer Nachfolger der Linn LM-1 mit Crash- & Ridebecken, besserer Klangqualität und weiteren Verbesserungen.
- Roland TR-606 (1981): Analoger Drumcomputer, der zusammen mit der TB-303 erschien und aufgrund des niedrigeren Preises und geringeren Funktionsumfangs als „the poor man’s 808“[17] galt. Wurde/wird unter anderem von Aphex Twin, Moby und den Nine Inch Nails verwendet. Bekanntester Hit: Flat Beat von Mr. Oizo. Namensgeber für Kid 606.
- Roland TR-909 (1982): Nachfolger der Roland TR-808. Analog/Digital-Hybrid, der im House und vor allem im Techno weite Verbreitung fand. Wurde/wird unter anderem von Derrick May, Frankie Knuckles, Jeff Mills und Daft Punk gebraucht.
- Roland TR-707 (1985): Digitaler, auf Sampling basierter Drumcomputer. Hat insbesondere den Klang des frühen Chicago House stark geprägt und wurde/wird unter anderem von Phuture, Marshall Jefferson und Larry Heard (Mr. Fingers, Joe Smooth) eingesetzt.
- Analog Rytm (2014), analog-digitaler Hybrid-Drumcomputer mit Sampling-Funktion von Elektron
- Volca Beats (2003) von Korg, analog-digitaler Drumcomputer in Anlehnung an die TR-808